# I trollskogens drömmande mörker
I trollskogens drömmande mörker – drugi album demo szwedzkiego zespołu folk metalowego Otyg wydany w 1996 roku.

## Lista utworów
1. „Vitterstigen” – 2:34
2. „Vinterväsen” – 2:57
3. „Fjälldrottningens slott” – 3:18
4. „Norrut” – 2:41
5. „Driven ur fjället” – 3:37
6. „Genom Ubanat rike” – 3:48
7. „Frostmarkstoner” – 2:57
8. „I trollberg och skog” – 3:35
9. „Skymningsdans” – 3:12
10. „Sorgbundna sekel” – 1:57

## Twórcy
- Andreas Hedlund – śpiew, gitara, lutnia
- Cia Hedmark – skrzypce, śpiew
- Mattias Marklund – gitara
- Daniel Fredriksson – gitara basowa, fujarka, lutnia, drumla
- Samuel Norberg – drumla
- Stefan Strömberg – perkusja